# Jiří Černoch
Jiří Černoch (* 1. září 1996 Klatovy) je český profesionální hokejový útočník, hrající za klub HC Energie Karlovy Vary. Byl nominován na mistrovství světa 2022, kde s týmem získal hned bronzovou medaili.

## Osobní život
Jiří Černoch je ženatý a s manželkou mají dceru Victorii a syna Sebastiana.

## Ocenění a úspěchy
- 2014 ČHL-20 - Nejlepší hráč v pobytu na ledě playoff (+/-)

## Prvenství
- Debut v ČHL - 12. října 2014 (HC Sparta Praha proti HC Vítkovice Steel)
- První gól v ČHL - 13. listopadu 2015 (Mountfield HK proti HC Sparta Praha, brankáři Ondřeji Kacetlovi)
- První asistence v ČHL - 21. února 2016 (HC Sparta Praha proti HC Kometa Brno)
- První hattrick v ČHL - 8. září 2021 (HC Energie Karlovy Vary proti HC Kometa Brno)

## Klubová statistika
| Sezóna      | Klub                    | Soutěž      |     | Základní část | Základní část | Základní část | Základní část | Základní část |   | Play off | Play off | Play off | Play off | Play off |
| Sezóna      | Klub                    | Soutěž      | Z   | G             | A             | B             | TM            | Z             | G | A        | B        | TM       |          |          |
| 2014-15     | HC Sparta Praha         | ČHL         | 14  | 0             | 0             | 0             | 27            | —             | — | —        | —        | —        |          |          |
| 2014-15     | HC Stadion Litoměřice   | 1.ČHL       | 29  | 2             | 6             | 8             | 34            | —             | — | —        | —        | —        |          |          |
| 2015-16     | HC Sparta Praha         | ČHL         | 25  | 2             | 1             | 3             | 6             | 8             | 0 | 0        | 0        | 0        |          |          |
| 2015-16     | HC Benátky nad Jizerou  | 1.ČHL       | 33  | 10            | 7             | 17            | 24            | —             | — | —        | —        | —        |          |          |
| 2016-17     | HC Sparta Praha         | ČHL         | 29  | 5             | 1             | 6             | 40            | —             | — | —        | —        | —        |          |          |
| 2016-17     | HC Benátky nad Jizerou  | 1.ČHL       | 22  | 8             | 11            | 19            | 34            | —             | — | —        | —        | —        |          |          |
| 2017-18     | HC Sparta Praha         | ČHL         | 38  | 7             | 3             | 10            | 10            | 3             | 0 | 0        | 0        | 0        |          |          |
| 2018-19     | HC Sparta Praha         | ČHL         | 23  | 2             | 2             | 4             | 33            | 4             | 0 | 0        | 0        | 2        |          |          |
| 2018-19     | HC Benátky nad Jizerou  | 1.ČHL       | 2   | 1             | 1             | 2             | 2             | —             | — | —        | —        | —        |          |          |
| 2019-20     | HC Sparta Praha         | ČHL         | 4   | 0             | 0             | 0             | 0             | —             | — | —        | —        | —        |          |          |
| 2019-20     | HC Energie Karlovy Vary | ČHL         | 27  | 5             | 6             | 11            | 4             | 2             | 0 | 1        | 1        | 0        |          |          |
| 2019-20     | HC Baník Sokolov        | 1.ČHL       | 2   | 0             | 1             | 1             | 0             | —             | — | —        | —        | —        |          |          |
| 2020-21     | HC Energie Karlovy Vary | ČHL         | 51  | 14            | 12            | 26            | 14            | 4             | 0 | 0        | 0        | 2        |          |          |
| 2021-22     | HC Energie Karlovy Vary | ČHL         | 37  | 15            | 8             | 23            | 22            | 3             | 1 | 0        | 1        | 0        |          |          |
| 2022-23     | HC Energie Karlovy Vary | ČHL         | 50  | 12            | 19            | 31            | 30            | 4             | 1 | 4        | 5        | 6        |          |          |
| 2023-24     | HC Energie Karlovy Vary | ČHL         | 50  | 8             | 17            | 25            | 58            | 3             | 0 | 0        | 0        | 0        |          |          |
| 2024-25     | HC Energie Karlovy Vary | ČHL         | 50  | 14            | 31            | 45            | 29            | 11            | 2 | 3        | 5        | 6        |          |          |
| ČHL celkově | ČHL celkově             | ČHL celkově | 398 | 84            | 100           | 184           | 273           | 42            | 4 | 8        | 12       | 16       |          |          |

## Reprezentace
| Rok                       | Tým                       | Soutěž                    | Z  | G | A | B | TM |
| ------------------------- | ------------------------- | ------------------------- | -- | - | - | - | -- |
| 2014                      | Česko 18                  | MS-18                     | 7  | 0 | 1 | 1 | 0  |
| 2022                      | Česko                     | MS                        | 10 | 2 | 1 | 3 | 4  |
| 2023                      | Česko                     | MS                        | 8  | 0 | 1 | 1 | 0  |
| Seniorská kariéra celkově | Seniorská kariéra celkově | Seniorská kariéra celkově | 18 | 2 | 2 | 4 | 4  |